# Buller (fleuve)
Pour les articles homonymes, voir Buller.
Le fleuve Buller (en anglais : Buller River) est un cours d'eau de Nouvelle-Zélande, qui s'écoule dans l'Île du Sud dans le district de Buller, dans la région de Tasman, jusqu'à son embouchure dans la Mer de Tasman.

## Géographie
C'est un des plus longs fleuves du pays. Il coule sur 170 kilomètres du Lac Rotoiti à la Mer de Tasman en passant par la Gorge de Buller, la ville de Westport et le village de Carter Beach.
Comme le lac Rotoiti lui-même, qui est alimenté par la rivière Travers, (qui peut être considérée que la source du fleuve), le fleuve Buller est situé sur les pentes nord du Mont Travers dans la chaîne de Saint Arnaud (en).
La chaîne de Paparoa (en) sépare le fleuve Buller du fleuve Grey.
Le fleuve a un débit annuel moyen de 429 m3/s et donne lieu au plus importante débit d’eau de toute la Nouvelle-Zélande, mais qui peut atteindre plus de 14 000 m3/s en période de crue.
En amont de la ville de Murchison, le fleuve Buller et la rivière Mangles sont réputés pour la pratique du kayak en eau vive et pour la pêche.
La route nationale n°6 de Nouvelle-Zélande (en) suit le fleuve sur une grande partie de sa longueur.
Un certain nombre d’éléments de la flore et de la faune sont retrouvés dans le lit du fleuve Buller, dont un grand nombre existent aussi sur les pentes de la chaîne de Paparoa.

### Bassin versant
Le bassin versant du Buller est de 6 475 km2

## Affluents
Le fleuve a plusieurs affluents importants. Ceux-ci comprennent par ordre à partir du Lac Rotoiti, la rivière Gowan (), la rivière Matakitaki, la rivière Maruia et la rivière Inangahua. Autres affluents moins importants: les rivières Hope, Owen, Mangles, Matiri, Blackwater, et Ohikanui.
En Juillet 2001, la commission sur le fleuve Buller (selon le ordre sur la conservation de l'eau (en)) vint enquêter pour faire la liste des secteurs du fleuve et de ses affluents, qui doivent être classés comme sites naturels et doivent être protégés du fait de leurs caractéristiques et de la qualité de l’eau .

## Étymologie
Le nom Maori pour Buller - rarement entendu - est Kawatiri.
Le fleuve est appelé en mémoire du Charles Buller, jeune député et brillant directeur de la Compagnie de Nouvelle-Zélande.